# Säfsnäs kyrka
Säfsnäs kyrka är en kyrkobyggnad i Säfsbyn. Den är församlingskyrka i Gränge-Säfsnäs församling i Västerås stift.

## Historik
Kyrkan började byggas 1758 och invigdes den 5 september 1762. Den ersatte då ett äldre kapell, åttkantigt till formen och invigt 17 maj 1723.
Kyrkan är en regelbunden korskyrka, uppförd av trä. Läktare fanns först bara vid västra ingången, och den användes redan från början som orgelläktare. Den s.k. Gravendalsläktaren över södra ingången byggdes 1854 av bruksägare från Gravendal. Den gamla altartavlan (Kristus på korset) målades av konstnären C. Hjulström. Sakristian bakom altaret byggdes något senare än själva kyrkan. År 1897  gjordes kyrkans interiör om, men återställdes vid den genomgripande renoveringen som påbörjades 1959. De ursprungliga järnplåtarna, som fram till dess täckt taket, ersattes nu av koppar.
Klockstapeln, med tre klockor, stod färdig 1787. Den minsta är från 1637, storklockan från 1771 och mellanklockan från 1872. De två större manövreras elektriskt. Storklockan blev 1897 omgjuten och förstorad.
I kyrkan finns två epitafier (minnestavlor). Det ena över  Sebastian Grave och hans hustru Anna Christina f. Chenon. Det andra över Lars Polhammar och hans hustru Magdalena f. Grave.
Takmålningen ovanför altartavlan försöker göra en schematisk beskrivning över Treenigheten.

## Orgel
- 1769 köpte Gravendals och Fredriksbergs bruksägare en orgel till kyrkan som var byggd av pastor Svante Nicolaus Brodin, Karbenning. Orgeln hade 5 stämmor.

| Manual     |
| Gedackt 8' |
| Gedackt 8' |
| Oktava 4'  |
| Oktava 2'  |
| Scharf 3   |

Den nuvarande byggdes 1936 av Åkerman & Lunds Nya Orgelfabriks AB.
| Man I. Huvudverk C-g3 | Man II. Svällverk C-g3 | Pedal C-d1  | Koppel  |
| --------------------- | ---------------------- | ----------- | ------- |
| Borduna 16'           | Rörflöjt 8'            | Subbas 16'  | II/I    |
| Principal 8'          | Salicional 8'          | Oktavbas 8' | II/P    |
| Gedackt 8'            | Spetsflöjt 4'          |             | I/P     |
| Oktava 4'             | Waldflöjt 2'           |             | I4'     |
| Mixtur III-IV         | Nasat 1 1/3'           |             | II16'/I |
| Sesquialtera II       | Scharf III             |             | II16'   |
|                       | Krumhorn 8'            |             |         |

3 fasta kombinationer: Mezzoforte, Forte, Tutti.

## Bilder

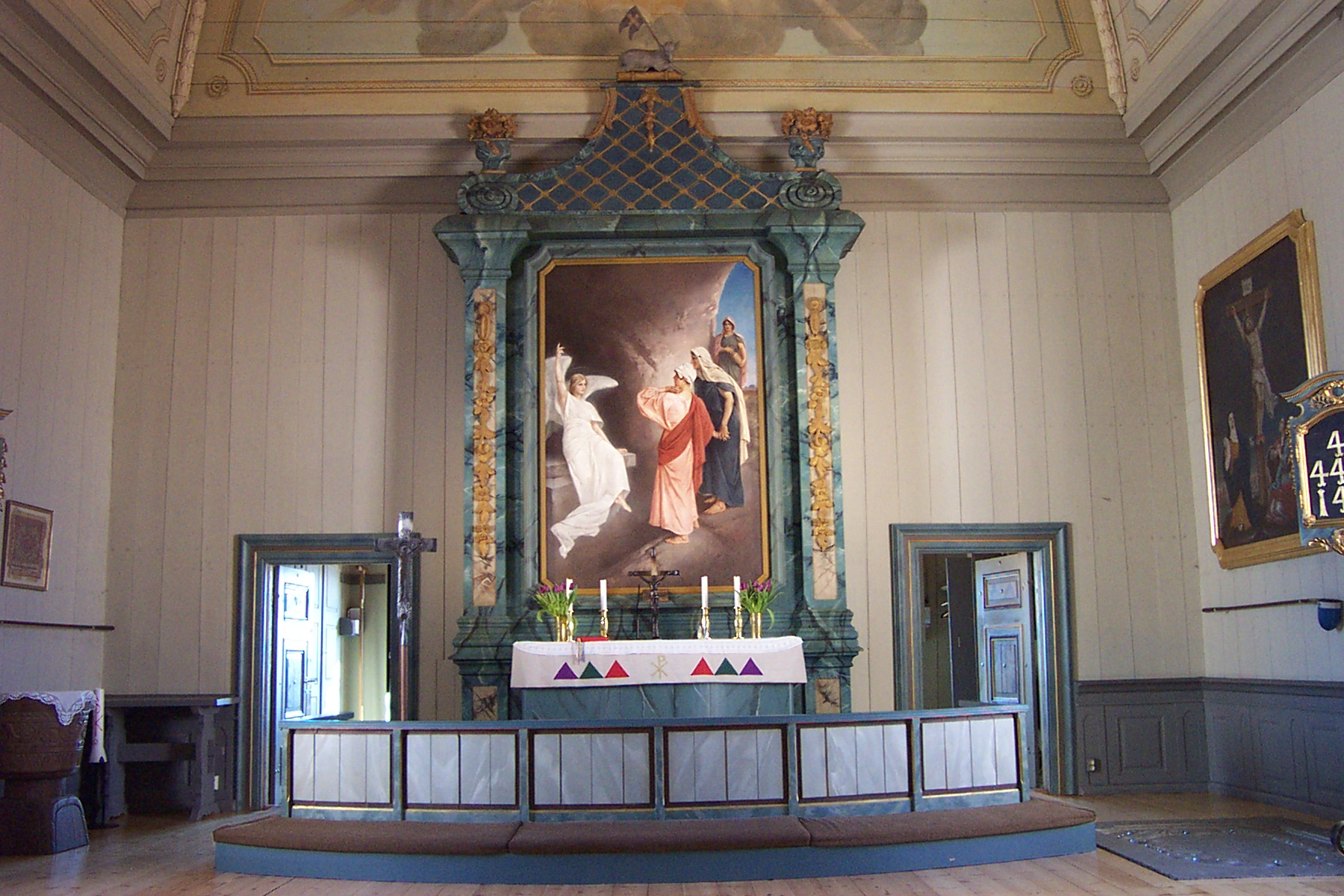
Koret
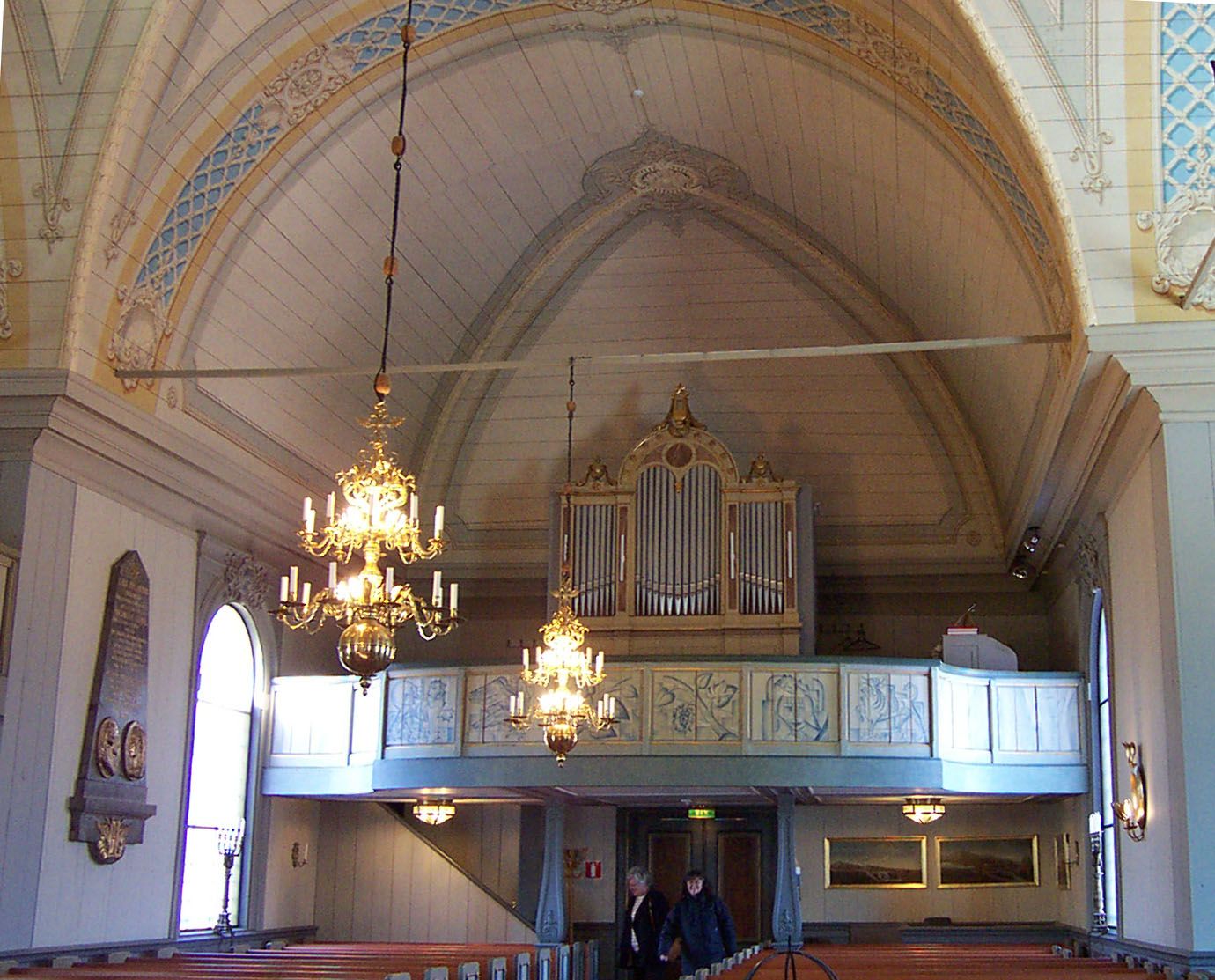
Interiör åt väster
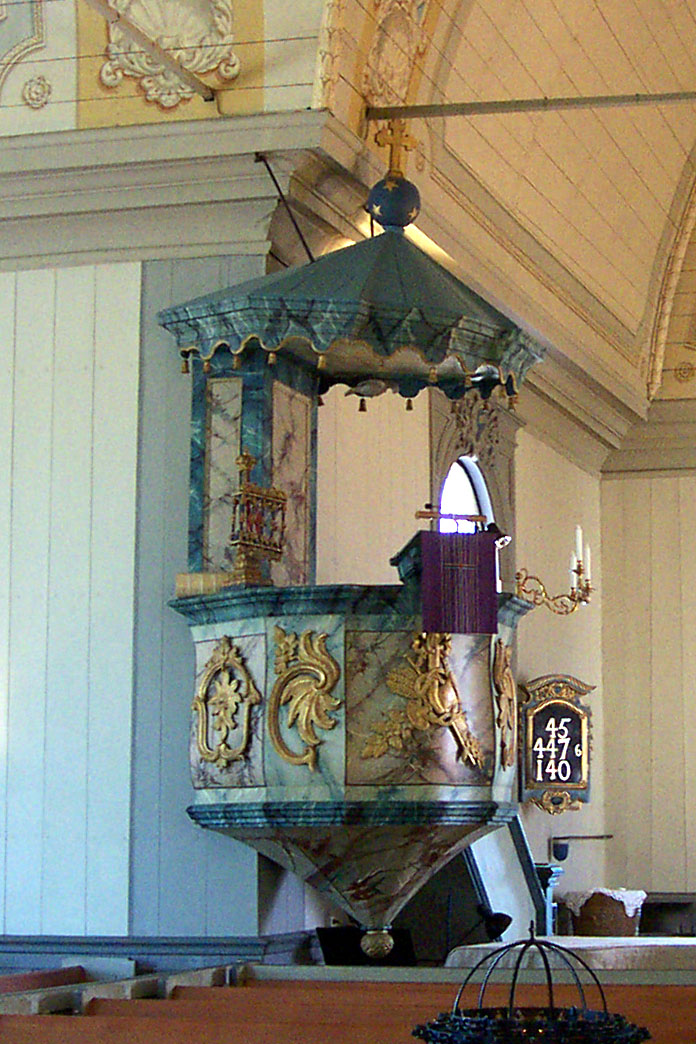
Predikstolen
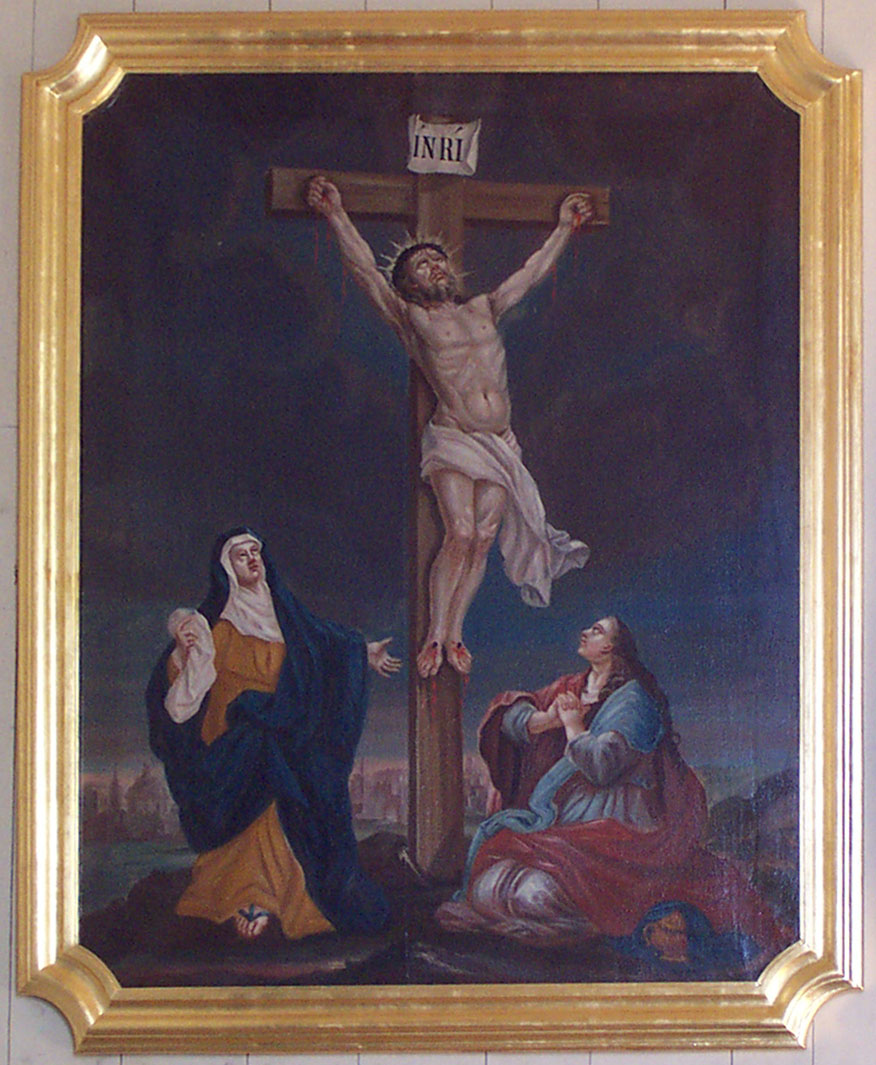
Gamla altartavlan av C Hjulström
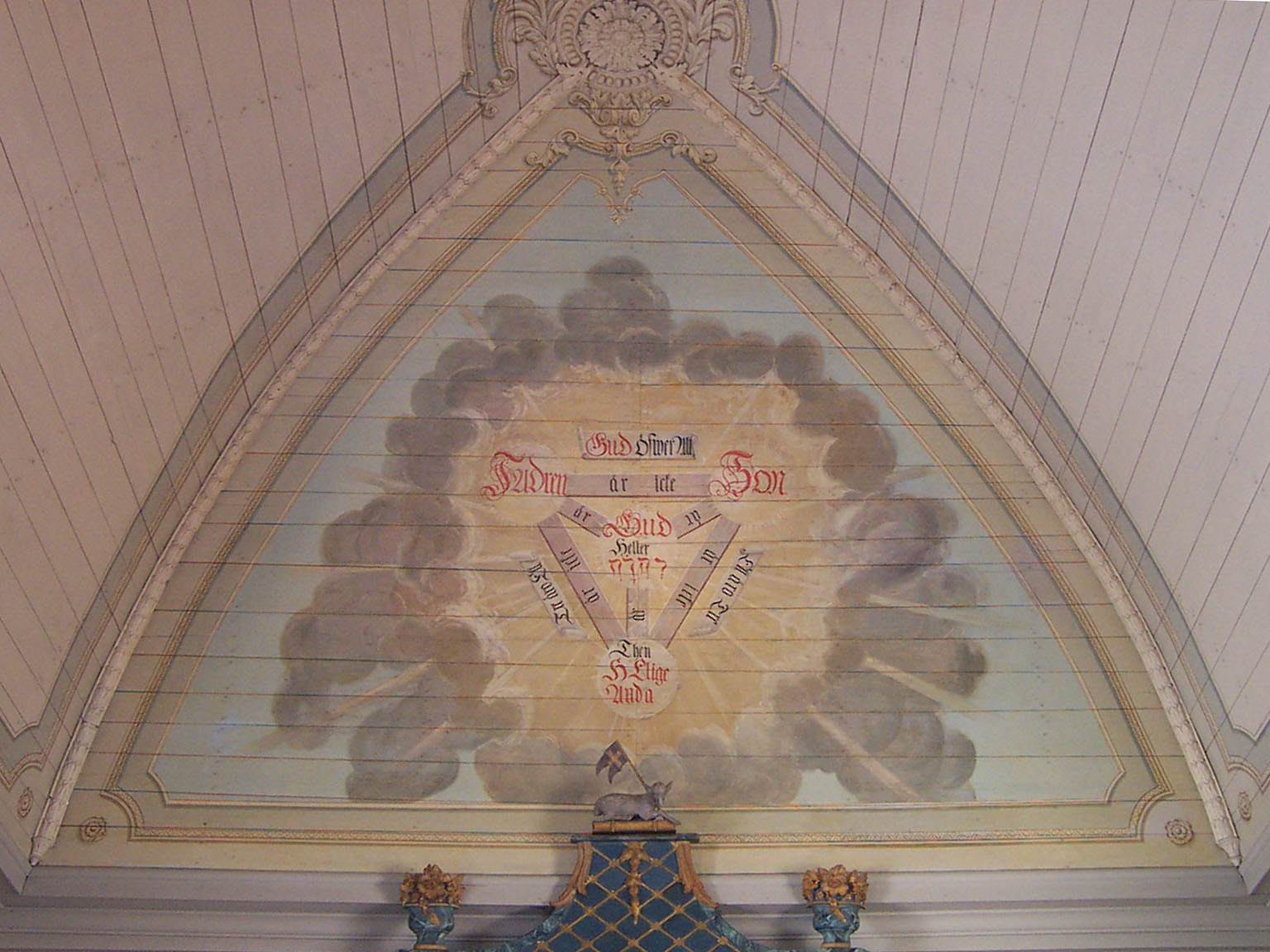
Schematisk beskrivning över Treenigheten
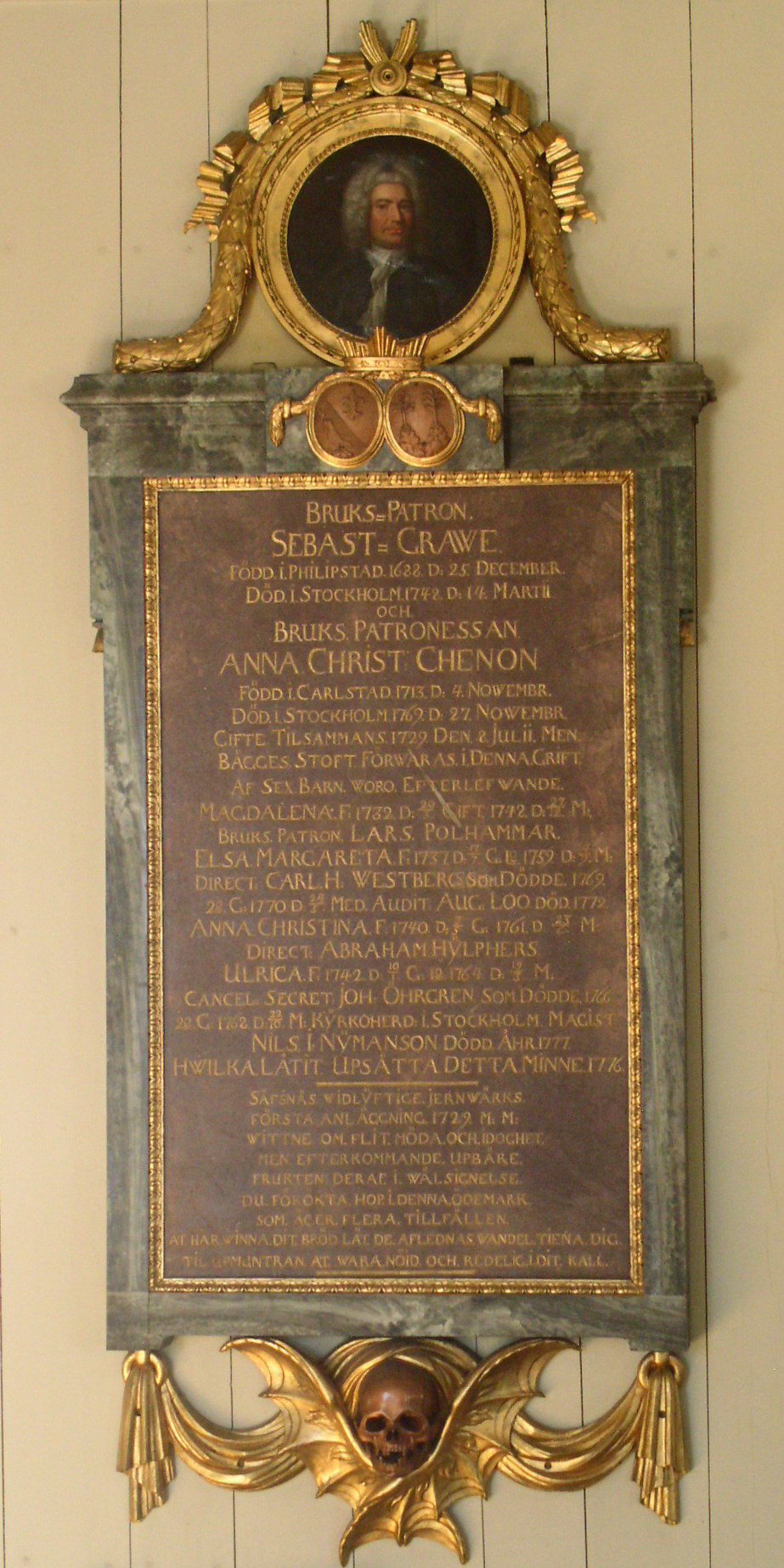
Graves epitafium